# Pablo Pérez Rodríguez
Pablo Pérez Rodríguez (ur. 2 sierpnia 1993 w Gijón) – hiszpański piłkarz występujący na pozycji pomocnika.